# Ixora
Ixora (Ixora) je rod rostlin z čeledi mořenovité. Jsou to dřeviny se vstřícnými jednoduchými listy a nápadnými květy s dlouhou korunní trubkou. Vyskytují se v počtu asi 400 druhů v tropech celého světa. Některé druhy, zejména různé kultivary Ixora coccinea, se pěstují v tropech jako okrasné keře a lze se s nimi setkat i ve sklenících českých botanických zahrad.

## Popis
Ixory jsou keře a menší stromy nebo výjimečně i liány (I. hekouensis). Listy jsou vstřícné nebo výjimečně trojčetné, jednoduché, celokrajné, řapíkaté nebo přisedlé, s opadavými nebo vytrvalými palisty. Řapíky jsou charakteristicky tvořené ze 2 článků. Palisty jsou opadavé nebo častěji vytrvalé, interpetiolární nebo krátce srostlé okolo stonku, trojúhelníkovité, na vrcholu špičaté a často zakončené osinou. Květenství jsou vrcholová, někdy však mohou vyrůstat na zkrácených postranních stoncích a vypadat tak jako úžlabní, nejčastěji laty, vrcholíky nebo chocholíky, složené z několika až mnoha květů. Někdy jsou květenství stažená a připomínají hlávky nebo svazečky. Květy jsou žluté, oranžové, červené nebo řidčeji bílé, pravidelné, oboupohlavné, stopkaté nebo přisedlé, drobné až relativně velké, často vonné. Kalich tvoří uťatý nebo čtyřlaločný límec. Koruna je řepicovitá, s tenkou a dlouhou korunní trubkou a na vrcholu obvykle se 4 (zřídka více) laloky. Tyčinky jsou 4 a jsou přirostlé v ústí koruny a téměř nebo zcela vyčnívají. Semeník je dvoupouzdrý, v každém pouzdru je jediné vajíčko. Čnělka je zakončená 2 bliznami. Plodem je černá nebo červená, dužnatá nebo kožovitá peckovice s vytrvalým kališním límcem. Obsahuje 2 jednosemenné pecičky.

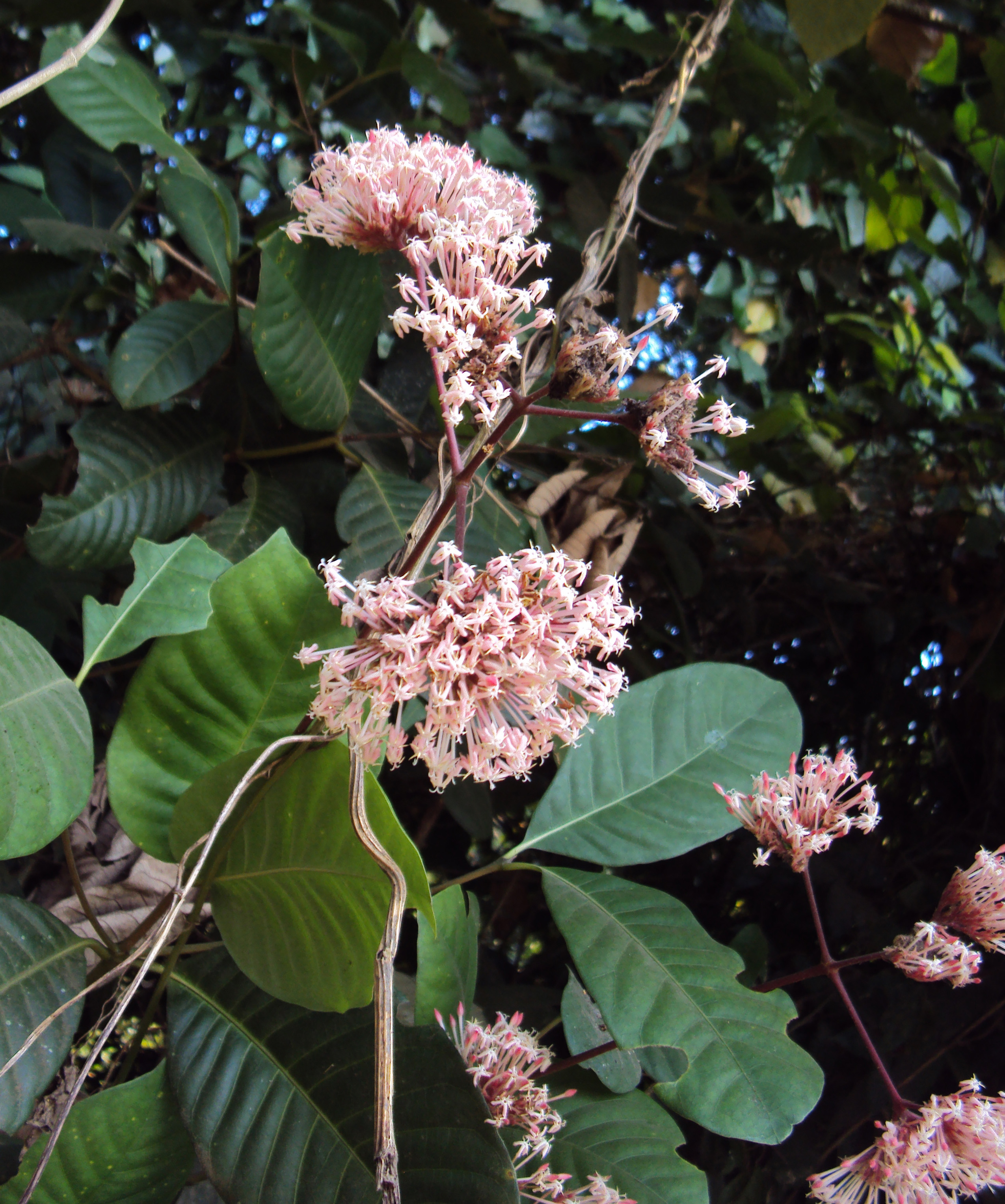
Kvetoucí Ixora elongata
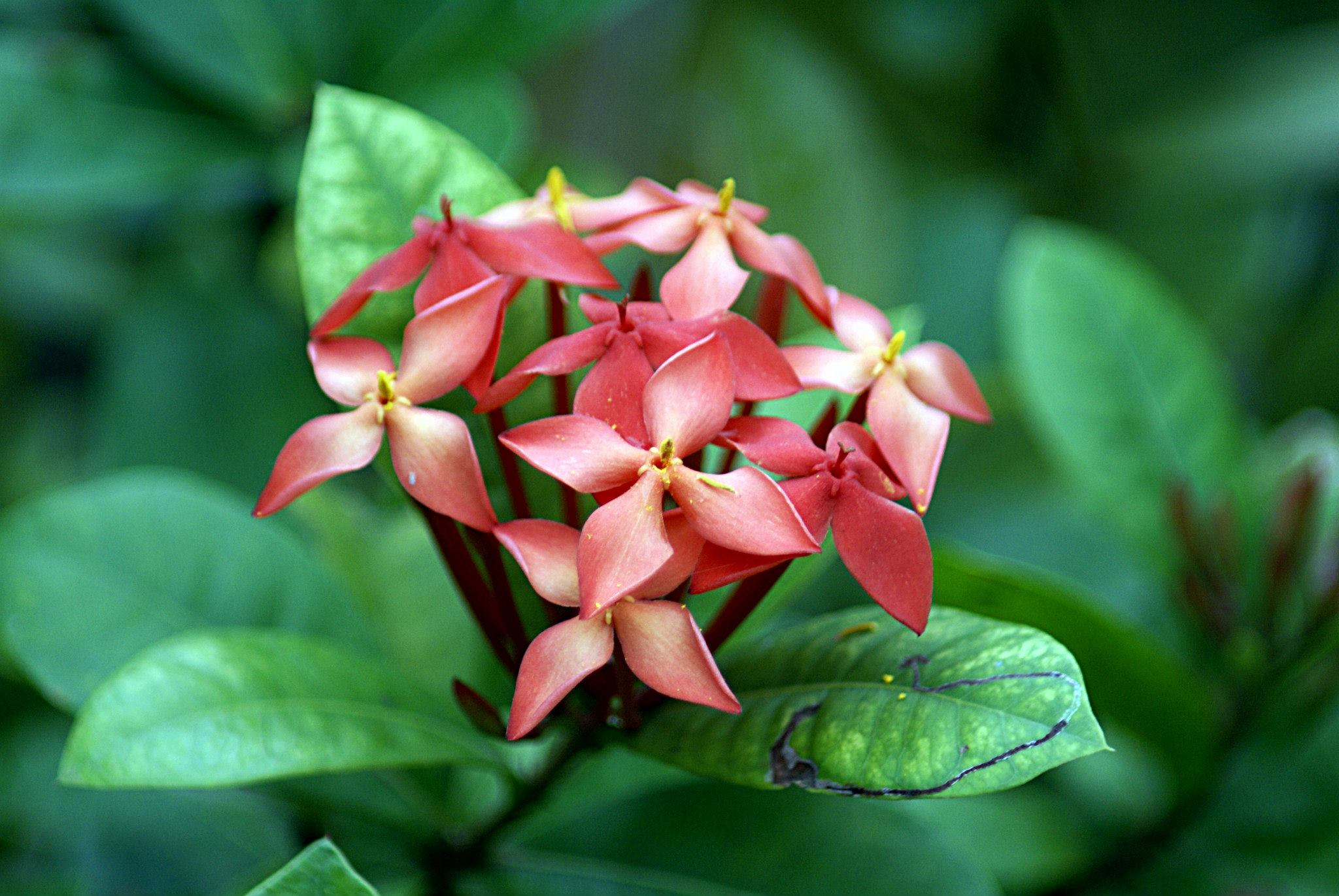
Detail květu Ixora coccinea
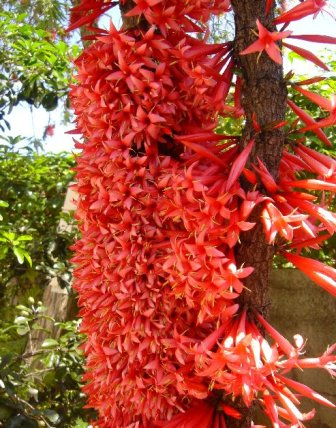
Bohaté květenství Ixora margaretae
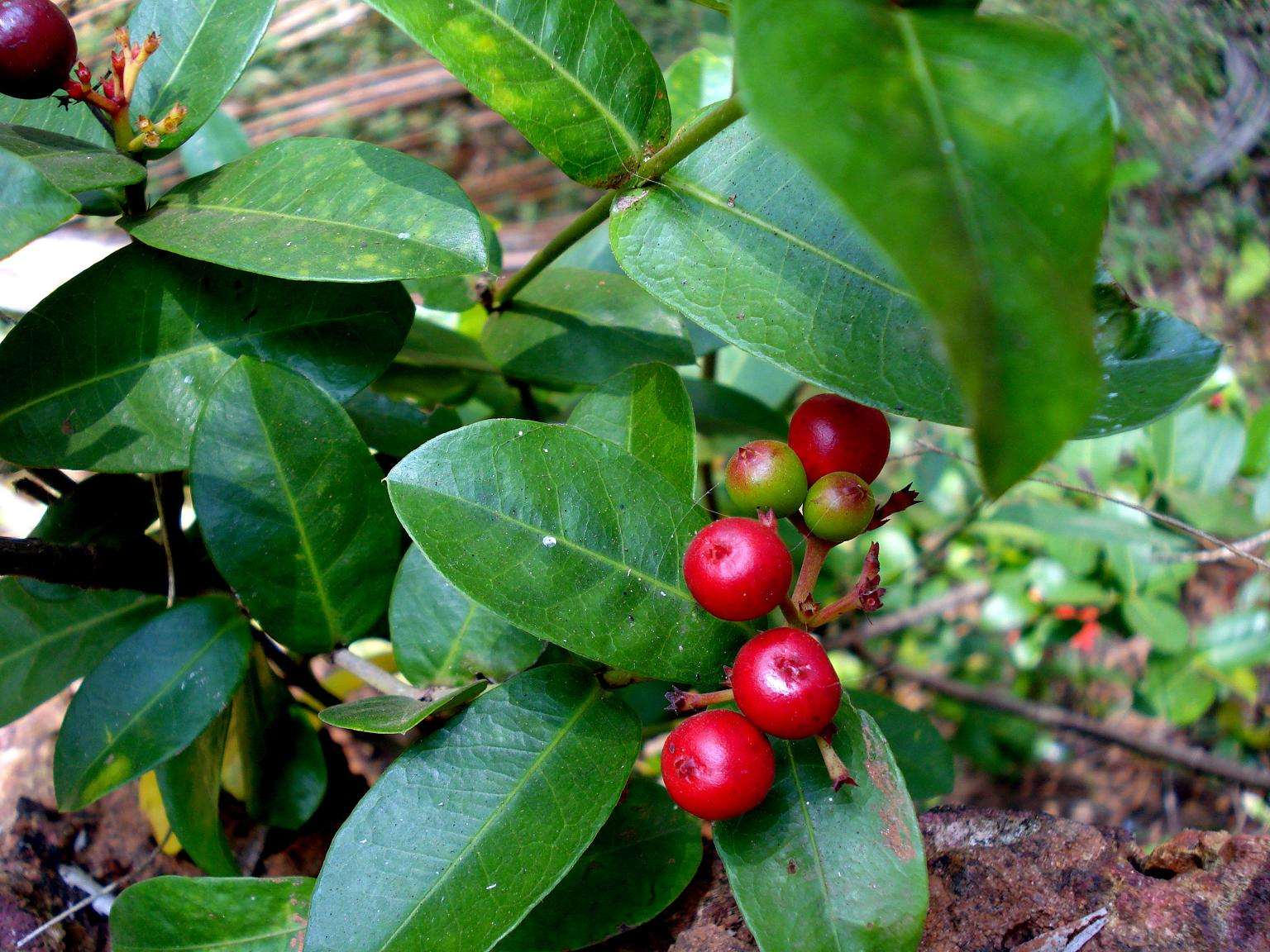
Plodící Ixora coccinea

## Rozšíření
Rod ixora zahrnuje asi 300 až 400 druhů (některé zdroje, např., uvádějí až 530). Ixory jsou rozšířeny v tropech všech kontinentů. Centrum rozšíření je v jihovýchodní Asii, zejména na Borneu. Ixory rostou nejčastěji jako součást podrostu deštného lesa.

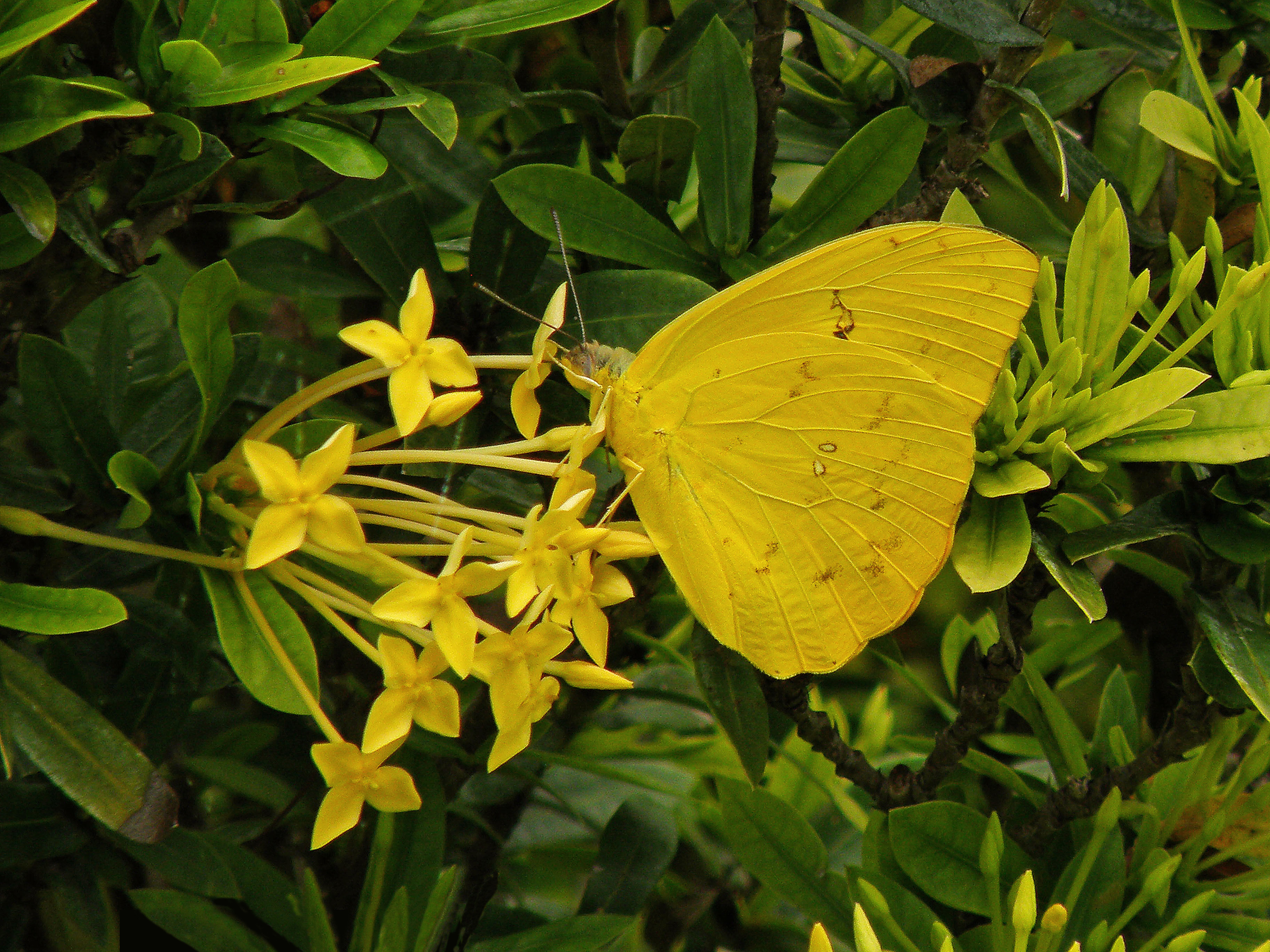
Žluťásek rodu Phoebis na květech ixory, Kostarika

## Ekologické interakce
Květy ixor mají dlouhou korunní trubku a nektar je tak přístupný pouze hmyzu s dlouhým sosákem. Pokud nejsou takoví opylovači k dispozici, rostliny netvoří semena. Hlavními opylovači ixor jsou motýli, v menší míře i včely, vosy a můry. V indickém Asámu patří mezi nejčastější návštěvníky květů Ixora coccinea otakárci, běláskovití a babočkovití. Semena jsou zřejmě šířena především ptáky.

## Taxonomie
Ixora je na druhy bohatý a komplikovaný rod, jehož taxonomie je navíc komplikována existencí různých hybridů. Někteří autoři od tohoto rodu oddělovali menší rody: Captaincookia, Doricera, Hitoa, Myonima, Sideroxyloides, Thouarsiora, a Versteegia.
Molekulární studie z roku 2008 tyto drobné rody neuznává. Podle této studie tvoří jednotlivé druhy rodu Ixora tři hlavní monofyletické větve, korelující s geografickým původem. Jedna větev zahrnuje pouze druhy asijské, další tichomořské. Zbývající větev zahrnuje druhy z Ameriky, Afriky, Madagaskaru a Maskarén.

## Význam
Některé druhy ixory jsou v tropických zemích pěstovány jako okrasné rostliny. Ixora coccinea je jeden z nejoblíbenějších tropických okrasných keřů. Mezi další pěstované druhy náleží zejména Ixora casei a I. finlaysoniana, řidčeji i I. chinensis a I. pavetta. Některé druhy se pěstují v celé škále různě barevných kultivarů a pěstují se také různé mezidruhové hybridy.
V České republice jsou ixory k vidění ve sklenících některých botanických zahrad, např. v Pražské botanické zahradě v Tróji nebo v Botanické zahradě v Teplicích.

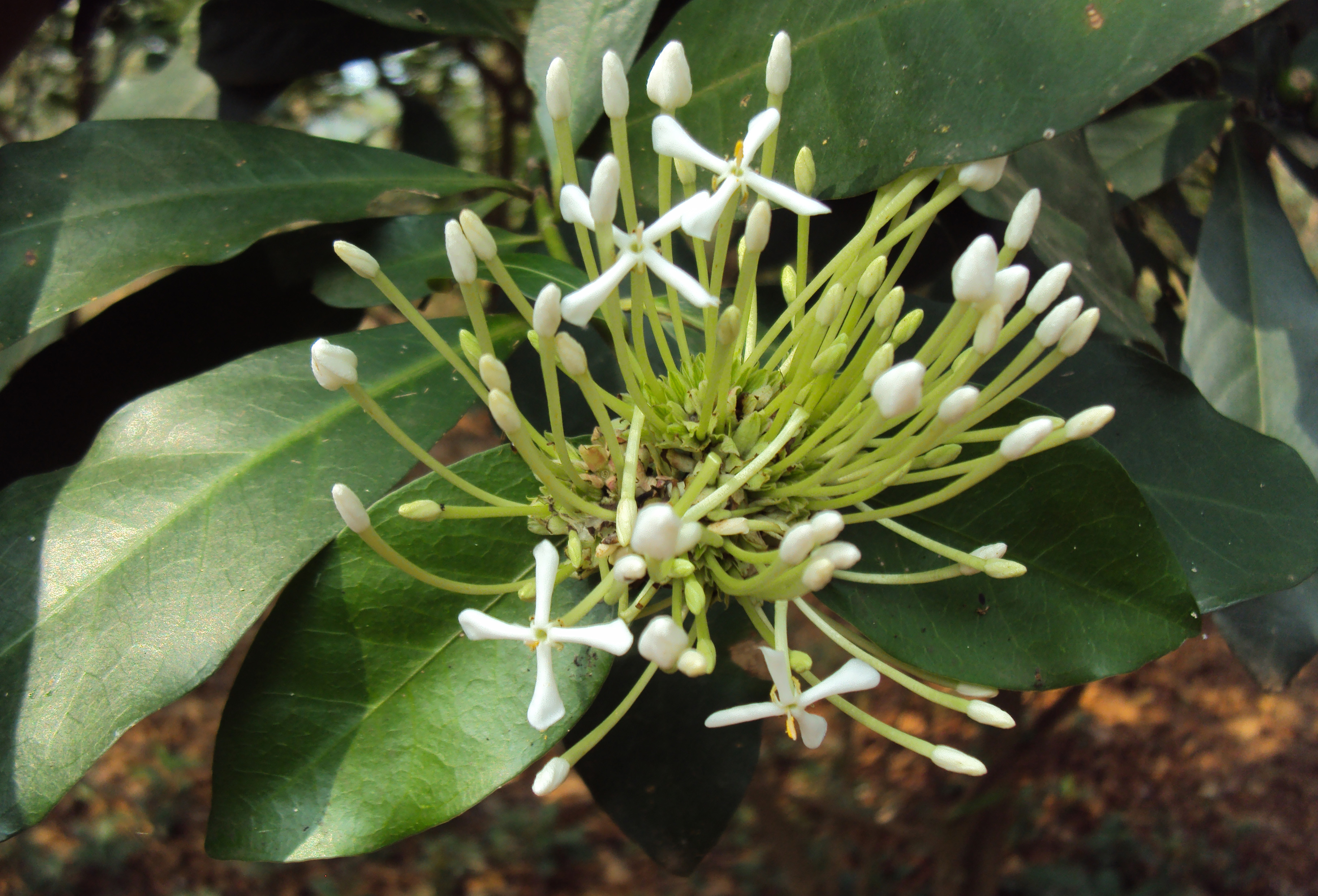
Nakvétající Ixora finlaysoniana
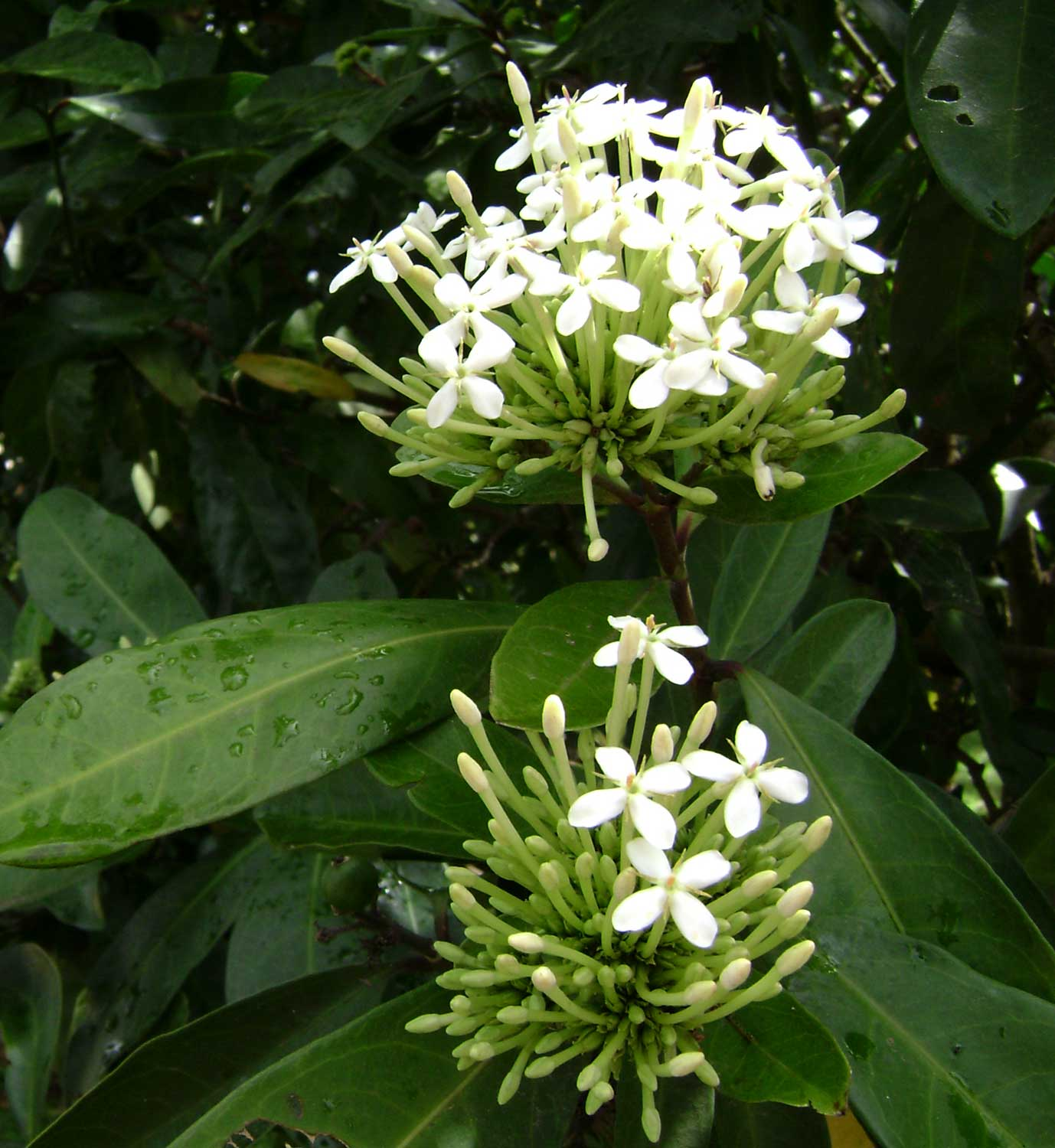
Bělokvětý kultivar Ixora coccinea
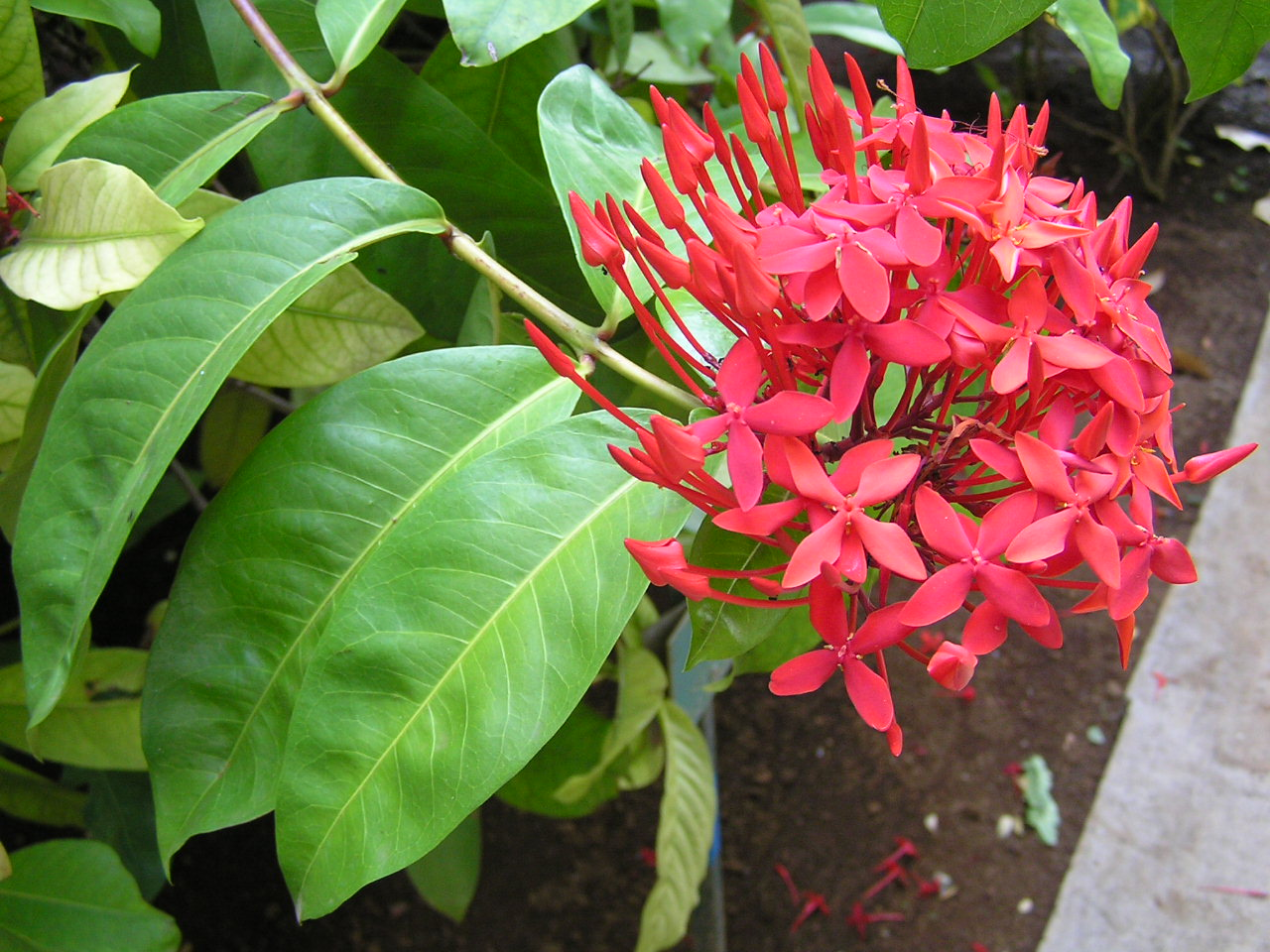
Ixora chinensis
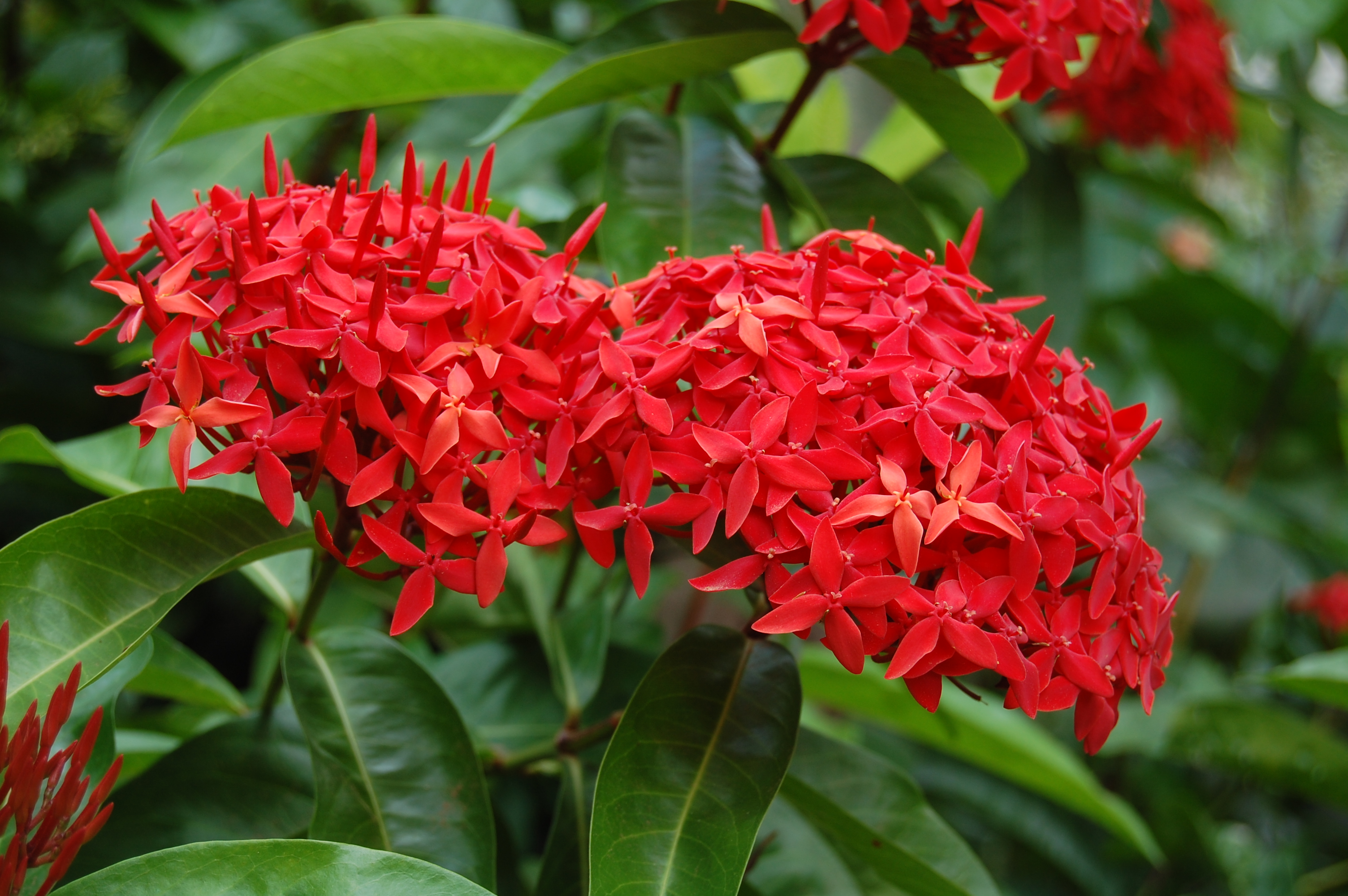
Ixora casei